# Colégio Frederick Douglass
O Colégio Frederick Douglass, fundado em 1883, é uma escola pública de colegial que fica no Distrito de Escolas Públicas da Cidade de Baltimore. Douglass é o segundo colegial criado especificamente para estudantes afro-americanos mais velho dos Estados Unidos. Antes da fim da segregação racial, Douglass e o Colégio Paul Laurence Dunbar eram os únicos colegiais em Baltimore que aceitavam alunos negros, sendo que Douglass era composta com os estudantes do oeste de Baltimore e Dunbar para os estudantes do leste.
O antigo juiz associado da Suprema Corte Thurgood Marshall (1908–1993) é um dos ex-alunos mais notáveis do Colégio Douglas. Depois de se formar em Douglass em 1926, Marshall foi para a faculdade e a escola jurídica, se tornando advogado. Representando a NAACP, ele teve sucesso ao contestar a segregação racial nas escolas e no caso marcante da Suprema Corte, Brown v. Board of Education (1954). A Suprema Corte decidiu que a segregação, cuja ideia principal era separados mas iguais, na educação pública era inconstitucional porque essa educação não poderia ser verdadeiramente igualitária.
Devido à segregação residencial e às mudanças na demografia de Baltimore, no ano de 2008 a maior parte dos estudantes do Douglass eram afro-americanos e muitos deles eram pobres. Era uma das onze escolas com o pior desempenho no estado de Maryland.